# VRChat
《VRChat》是一款由格雷厄姆·蓋勒（Graham Gaylor）和傑西·荷德瑞（Jesse Joudrey）開發的免費大型多人線上虛擬實境遊戲。其允許玩家以3D角色模組與其他玩家交流，同時也支援Oculus Rift、HTC Vive和Windows Mixed Reality虛擬實境頭戴式顯示器。遊戲已在2017年2月1日透過Steam平台的搶先體驗模式在Microsoft Windows作業系統上發行，但實際發售日期仍然未定。

## 遊戲玩法
《VRChat》的遊戲玩法與《第二人生》和《哈寶》相似。玩家可以透過［世界］頁面來建立［房間］，並且可以通過虛構角色彼此交流。與遊戲一起發行的軟體開發套件則使玩家可以創造來自各個知名ACG系列的重要人物，並將其作為他們的角色。玩家的模型可以支援「聲音對嘴、動態骨骼、眨眼和動作」。遊戲還包括一些小遊戲，例如奪旗、真心話大冒險、恐怖地圖類探索、搶銀行等。
在VRChat當中擁有著明確的等級分級，也可以將其稱之為信任等級，主要以顏色作為區分主要有白色是訪客（visitor）、藍色是新使用者（new user）、綠色是使用者（user）、橘色是已知使用者（known user）、紫色是信任使用者（trusted user）作為區分。
目前等級機制在遊戲中並無特別的用處，主要以區分信任等級所顯示的角色Avatar骨骼數量、粒子特效、動畫...等，藉此讓玩家能不被多數不正當玩家所騷擾。
雖然這遊戲叫做VRChat，但VR設備並不是必要的。儘管部分的世界中擁有文字化的聊天室窗，但是並不是多數的世界都具備都具備此功能，因此在遊戲內使用麥克風和說話的能力還是必要的。另外，使用鍵盤滑鼠來遊玩時，只能在有限的角度和高度來拾物或者做身體動作。

## 社群
《VRChat》大熱全因為YouTuber和Twitch實況主的推廣，同時其論壇上亦有諸如周刊和專門討論遊戲的訪談節目和播客。
此遊戲催生出一個名叫「烏干達纳克鲁斯」的迷因，內容為一位玩家以製作粗糙的纳克鲁斯作為其角色，同時反復用非洲口音向人詢問「你知道通往天堂的道路嗎？」（Do you know the way?）。角色模組與模因概念分別來自YouTuber「Gregzilla」和瑞典知名實況主Forsen的實況，而句子的來源則是烏干達電影《誰殺了亞歷克斯隊長？》。Polygon的茱莉亞·亞歷山大（Julia Alexander）形容該模因是「公然的種族歧視」和「有問題的網路文化」，《The Daily Dot》的傑伊·哈德威（Jay Hathaway）則形容它是「種族主義的誇張模仿」。迷因的主角，纳克鲁斯的3D模型創建者「Gregzilla」對此表示遺憾，並勸告玩家「不要用它來騷擾VRChat的用戶」。作為回應，遊戲的開發者在Medium上登載一封公開信，指他們正開發新的系統，以讓社群有所節制，同時亦要求用戶使用內置的靜音功能。
大多數非官方的角色都是從MMD的模型轉換而來的。這可能是因為如果在Google搜尋「vrchat custom avatars」（VRChat自創角色）得到的第一個教學就是如何把MMD模型轉換成VRChat角色。也因為如此，日本動畫角色在很多世界都相當普遍。

## 反應

### 安全和保護
2022年2月，BBC新聞報導指責該服務沒有提供足夠的保護措施來防止未成年人進入可能包含成人主題及互動的世界。
2022年7月25日，VRChat宣布將實施Easy Anti-Cheat (EAC)，以防止對客戶端執行被禁止的遊戲模組。該公告特別提到了使用讓其他用戶退出VRChat會話的惡意模組，以及帳戶劫持問題。該公告引起社區的廣泛反對，因為一些用戶對修改後的客戶端有合法用途，主要為了添加尚未添加到軟體中的生活品質(QoL)功能，包括額外的電腦輔助功能（例如允許在世界的影片播放器上顯示字幕）。該遊戲隨後在Steam上遭到評論轟炸，而一些社區成員則呼籲其他人取消他們的Plus訂閱。一位發言人向《Motherboard》表示，其引入支持Open Sound Control等功能「使我們的用戶能夠擁有全新的創造力，以及建構電腦輔助功能以滿足其需求的能力」。
VRChat對批評的回應是修改開發路線，優先添加社區強烈要求一些新的輔助和QoL功能，其中一些計劃在「下週末完成」。

## 外部連結
- 官方网站